# Бодензе (награда)
Литературната награда „Бодензе“ (на немски: Bodensee-Literaturpreis) е учредена през 1954 г. от град Юберлинген на Боденското езеро. Първоначално се присъжда ежегодно, а от 1981 г. – по правило на всеки две години.
С наградата се удостояват немски, швейцарски или австрийски писатели, историци, изкуствоведи и културоведи, които работят в региона на Боденското езеро и/или са съдали трудове във връзка с региона.
Отличието възлиза на 5000 €.

## Носители на наградата (подбор)
- Фридрих Георг Юнгер (1955)
- Мартин Валзер (1967)
- Голо Ман (1987)
- Беат Брехбюл (1999)
- Маркус Вернер (2006)
- Михаел Кьолмайер (2008)
- Петер Щам (2012)
- Арнолд Щадлер (2014)